# Proacidalia ocellata
Proacidalia ocellata är en fjärilsart som beskrevs av Curt Eisner 1942. Proacidalia ocellata ingår i släktet Proacidalia och familjen praktfjärilar. Inga underarter finns listade i Catalogue of Life.